# Károly Ferenczy
Károly Ferenczy (ur. 8 lutego 1862 w Wiedniu, zm. 18 marca 1917 w Budapeszcie) – węgierski malarz impresjonista.

## Życiorys
Urodził się w 1862 roku w Wiedniu. W wieku 18 lat skończył szkołę malarską w Baia Mare, a następnie rozpoczął studia na wydziale prawa oraz ekonomii. W 1884 roku wyjechał do Włoch, a w 1887 przeprowadził się do Paryża rozpoczynając studia w Académie Julian.
W 1889 roku powrócił na Węgry osiedlając się w mieście Szentendre. Od 1893 do 1896 wraz z rodziną mieszkał w Monachium, gdzie poznał i dołączył do koła artystycznego Simona Hollósiego, w skład którego wchodzili malarze oraz artyści węgierskiej bohemy artystycznej mieszkającej w Monachium.
W 1906 zamieszkał w Budapeszcie zostając profesorem w Akademii Sztuk Pięknych. W następnych latach wraz ze swoją żoną Olgą oraz dziećmi: parą bliźniąt – rzeźbiarzem Bénim oraz gobeliniarką i malarką Noémi, a także malarzem Valérem, tworzyli sławną grupę węgierskich artystów z początku XX wieku.
Károly Ferenczy zmarł w Budapeszcie w 1917 roku w wieku 55 lat.

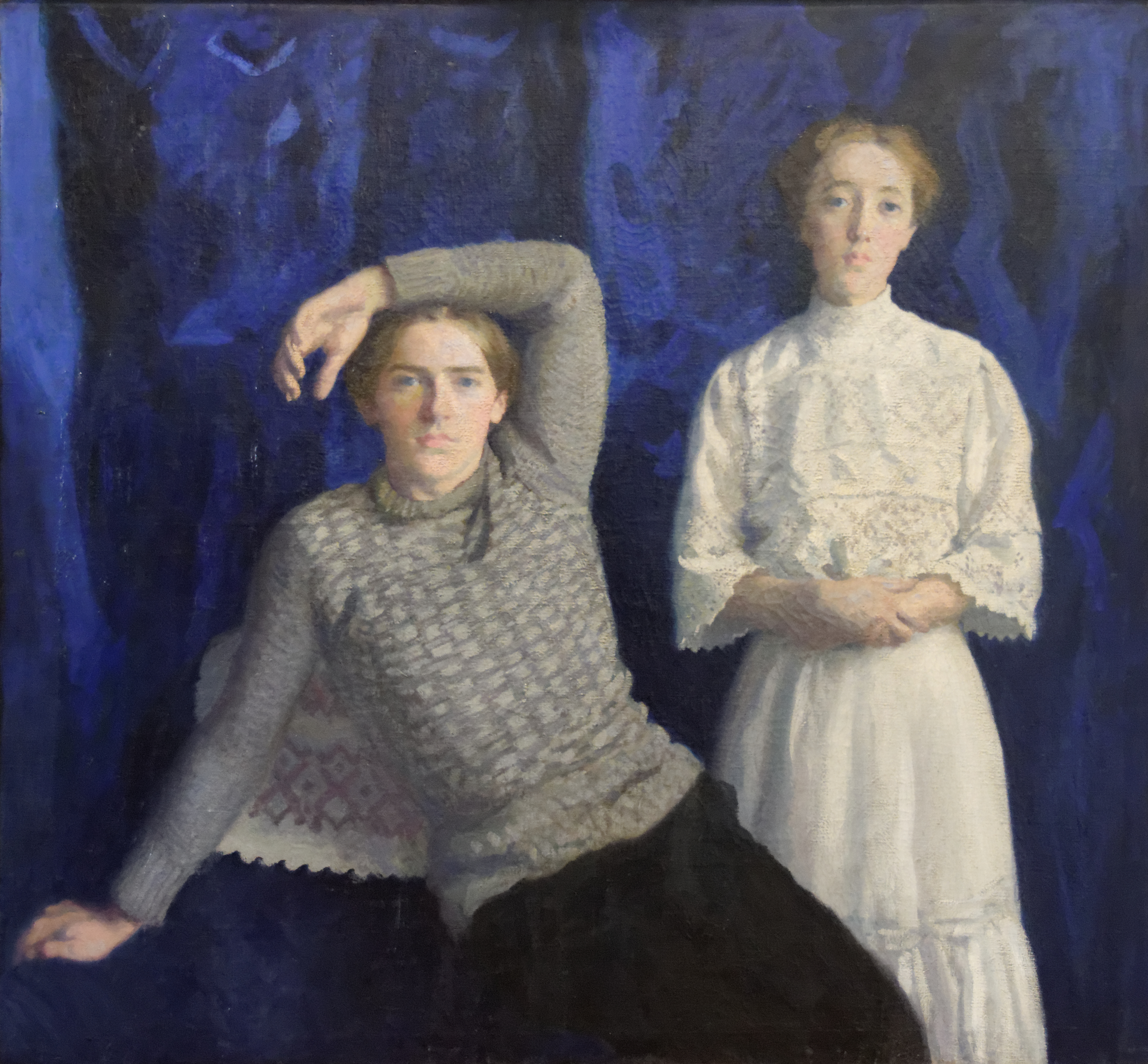
Portret Béniego oraz Noémi